# الخطوط الجوية الباسيفيكية الكندية
الخطوط الجوية الباسيفيكية الكندية (بالإنجليزية: Canadian Pacific AirLines)‏، كانت شركة طيران دولية كندية عملاقة، تتخذ من مطار فانكوفر الدولي مركزاً لعملياتها بالإضافة إلي مطار مونتريال الدولي ومطار تورونتو بيرسون الدولي, يقع المقر الرئيسي للشركة في مدينة فانكوفر ثاني أكبر مدينة في مقاطعة كولومبيا البريطانية بكندا، تقدم الخطوط الجوية الأمريكية خدماتها لأكثر من 37 وجهة في أمريكا الشمالية، أمريكا الجنوبية، أستراليا، أوروبا وآسيا، تعد الخطوط الجوية الكندية الباسيفيكية عضو في تحالف عالم واحد، وقد أفلست عام 1987.